# Franziskanergymnasium Hall in Tirol
Das Franziskanergymnasium Hall in Tirol ist ein Gymnasium mit Öffentlichkeitsrecht in der Stadtgemeinde Hall in Tirol im Bundesland Tirol. Schulerhalter ist die Franziskanerprovinz Austria. Das Schulgebäude steht unter Denkmalschutz.

## Geschichte
Das Gymnasium wurde 1573 auf Initiative der Erzherzogin Magdalena mit Jesuiten gegründet. Es ist damit das drittälteste Gymnasium Tirols. Mit der Aufhebung des Jesuitenordens 1773 übernahmen auf Wunsch der Stadt Hall die Franziskaner das Gymnasium. 1900 wurde das neue Schulgebäude in der Kathreinstraße 6 bezogen. Seit dem Schuljahr 1970/1971 besuchen auch Mädchen die Schule. Von 1967 bis 1980 erfolgte ein größerer Umbau, von 2007 bis 2009 eine Generalsanierung mit einem Zubau.

## Gebäude
Das dreigeschoßige Gebäude über hakenförmigem Grundriss ist mit historistischen Fassaden in Neobarock- und Neorenaissanceformen gestaltet. Das doppelte Säulenportal an der Südfassade wird von einem Mosaik des Stadtwappens bekrönt. Das Innere wurde in den 1960er und 1980er Jahren radikal verändert, mit Ausnahme
der Eingangshalle des zentralen Stiegenhauses und der Grundstruktur des Gebäudes blieb im Inneren wenig vom ursprünglichen Erscheinungsbild erhalten. Beim 2009 fertiggestellten Umbau wurde der Altbau wieder dem ursprünglichen Zustand angenähert und die originale historistische Bemalung erneuert.

## Gymnasium
Das Gymnasium wird als sogenanntes humanistisch-neusprachliches Gymnasium über alle acht Jahrgänge geführt. In der dritten Klasse können sich die Schüler zwischen Latein und Französisch entscheiden und in der fünften Klasse zwischen Italienisch und Latein.
Ungefähr 45 Lehrpersonen unterrichten in 20 Klassen circa 500 Schüler (Stand 2009).

## Leitung
- 1798–1807: Georg Lechleitner
- 1999–2022: Gerhard Sailer
- seit 2022: Pater Volker Stadler

## Bekannte Absolventen
- Anton Dominik Aschbacher (1782–1814), Tiroler Freiheitskämpfer
- Paul Bramböck (1884–1949), Geistlicher der römisch-katholischen Kirche und Politiker
- Franz Colleselli (1922–1979), Volkskundler
- Bernhard Gander (* 1969), Komponist
- Jakob Gapp (1897–1943), Priester
- Aemilian Hafner (1739–1823), Benediktinerabt
- Matthäus Hörfarter (1817–1896), katholischer Theologe und Seelsorger
- Karl Ilg (1913–2000), Volkskundler
- Guido Jakoncig (1895–1972), Politiker
- Manuel Kandler (* 1997), Schauspieler[4]
- Bonifaz Madersbacher (1919–2007), Missionsbischof
- Johannes Margreiter (* 1958), Jurist und Politiker
- Franz Posch (* 1953), Volksmusiker
- Simon Prem (1853–1920), Gymnasiallehrer und Literaturhistoriker
- Franz Reinisch (1903–1942), Pallottiner und Mitglied der Schönstattbewegung
- Anton Roschmann (1694–1760), Historiker und Bibliothekar
- José Calasanz Rosenhammer (1900–2003), Missionsbischof
- Johann von Sieberer (1830–1914), General-Inspektor der österreichischen Versicherungsgesellschaft Österreichischer Phönix
- Joseph Stapf (1762–1809), Mathematiker
- Joseph Ambrosius Stapf (1785–1844), römisch-katholischer Theologe und Geistlicher
- Franz Stumpf (1876–1935), Politiker und Landeshauptmann von Tirol
- Norbert Walter (* 1968), Politiker